# Kisa BK
Kisa BK (KBK) är en fotbollsklubb i orten Kisa, Östergötland. Bildad den 15 april 1925.
Hemmaarena: Kisa IP. De spelar 2018 i division fem. Som bäst har man spelat i division 3, senast 2009 och två gånger tidigare, men ramlat ur direkt.
Varje sommar anordnar Kisa BK en fotbollscup kallas Kisapokalen.
Kisapokalen är en Sveriges äldsta pokaler som spelats i obruten följd sedan 1926 och är en stor attraktion för folket i Kisa. Till Kisapokalen bjuds traktens bästa fotbollsklubbar på den här nivån in och spelar mot varandra. Bland annat Gullringen GOIF, Vimmerby IF och grannklubben Rimforsa IF.
Mest kända spelaren från Kisa BK heter Peter Karlsson. 
Allsvensk skyttekung med förflutet i Åtvidabergs FF, Örgryte IS och Kalmar FF.
Kisa BK:s egen låt, "Låt Hjärtat Slå För KBK", är till minne av offren för tsunamivågen.